# Ictiobinae
Ictiobinae — підродина родини чукучанових (Catostomidae).
Включає 2 роди: Carpiodes  Rafinesque, 1820 та Ictiobus  Rafinesque, 1820. Поширені в Північній Америці, від Канади до Гватемали. Найпівнічнішим видом є Carpiodes cyprinus, поширений в канадських провінціях Саскачеван та Альберта, найпівденнішим — Ictiobus meridionalis з Гватемали.
Характерними ознаками цих риб є 7-11 променів в анальному плавці, 22-32 промені в спинному плавці, 33-43 луски в бічній лінії, 115—190 глоткових зубів (найвище значення серед усіх чукучанових).